# Rejon tujmaziński
Rejon tujmaziński (ros. Туймазинский район) - jeden z 54 rejonów w Baszkirii. Stolicą regionu są Tujmazy.
100% populacji stanowi ludność wiejska, ponieważ w regionie nie ma żadnego miasta.